# Danganronpa
Danganronpa (ダンガンロンパ, « gagner un débat avec une balle de pistolet ») est une série de jeux vidéo japonais d'enquête en visual novel créée par Kazutaka Kodaka et développée par Spike Chunsoft à partir de 2010. La série implique plusieurs groupes de lycéens forcés par un ours en peluche mécanique à s'entretuer puis à enquêter pour démasquer les successifs meurtriers.
Le premier jeu, Danganronpa: Trigger Happy Havoc, sort en 2010 au Japon et en 2014 pour l'Europe, et est ensuite adapté en série d'animation de 13 épisodes. Le jeu a eu droit à trois suites : Danganronpa 2: Goodbye Despair sur PlayStation Portable en juillet 2012 ; Danganronpa Another Episode: Ultra Despair Girls sur PlayStation Vita en septembre 2014 ; et Danganronpa V3: Killing Harmony sur PlayStation Vita, Playstation 4 et Steam de janvier à septembre 2017.

## Histoire
L'histoire tourne autour de Hope's Peak Academy (académie du pic de l'espoir en français), une école d'élite qui recrute chaque année des « étudiants ultimes » qui sont à la pointe de leur domaine (la nageuse ultime, la romancière ultime…).
Dans Danganronpa: Trigger Happy Havoc, Makoto Naegi est un étudiant banal qui entre à Hope's Peak Academy après avoir gagné une loterie pour désigner "l'étudiant chanceux ultime". Peu après son arrivée, il perd connaissance et se retrouve enfermé à l'intérieur de l'académie avec 14 autres étudiants. Ils sont accueillis par Monokuma, un ours en peluche qui se présente comme le proviseur et leur annonce qu'ils devront passer leur vie entière coincés à l'intérieur. La seule façon de sortir est de tuer un de ses camarades de classe. Lorsqu'un meurtre se produit, un procès a lieu au cours duquel un coupable est désigné par vote : si l'assassin est découvert, il est exécuté mais si un innocent est désigné, tous les élèves, sauf le tueur, sont exécutés. Une série d'animation sort en 2013, Danganronpa: The Animation, qui reprend l'histoire du jeu.
Danganronpa 2: Goodbye Despair, reprend la même structure d'histoire que le premier jeu, sauf que l'action se déroule sur une île déserte nommée Jabberwock. Hajime Hinata est pris à Hope's Peak Academy mais ne possède aucun souvenir de son propre talent ultime. Peu après son arrivée, il est transporté ainsi que ses 15 camarades sur Jabberwock pour un "voyage de classe" organisé par Usami, un lapin en peluche qui se présente comme leur professeure bienveillante. Cependant, le voyage est vite interrompu par l'arrivée de Monokuma qui prend le contrôle de l’île et force les étudiants à s'entre-tuer selon le même principe que le premier jeu.
Le troisième jeu, Danganronpa Another Episode: Ultra Despair Girls s'éloigne de la trame des jeux précédents. L'histoire se déroule entre les deux premiers jeux et suit Komaru Naegi, la sœur de Makoto, et Toko Fukawa, une survivante du premier jeu, qui cherchent à fuir une ville sous l’emprise d'un groupe s'appelant les guerriers de l'espoir (the Warriors of Hope) en combattant des Monokumas.
L'histoire se poursuit dans un anime sorti en 2016, Danganronpa 3: The End of Hope's Peak High School. Celui-ci se divise en deux parties : Danganronpa 3 - Despair Arc qui raconte les événements qui ont mené au 2ème jeu, et Danganronpa 3 - Future Arc qui sert de conclusion à l'arc narratif de Hope's Peak Academy.
Dans Danganronpa V3: Killing Harmony, le joueur incarne Kaede Akamatsu, la pianiste ultime, qui est enfermée dans l'Académie des Prodiges Condamnés (Ultimate Academy for Gifted Juveniles) avec 15 autres lycéens ultimes par Monokuma et les Monokubs.

## Système de jeu
Le système de jeu est identique pour les trois jeux principaux, Danganronpa: Trigger Happy Havoc, Danganronpa 2: Goodbye Despair et Danganronpa V3: Killing Harmony.
Il est divisé en deux parties. La première est la « vie de classe » qui se déroule entre deux meurtres. Il s'agit de la partie visual novel du titre. Elle permet de faire progresser l'histoire, et est entrecoupée de « temps libre » (free time events) où le joueur est libre d'explorer l'académie et de parler avec les élèves pour approfondir ses relations et obtenir des compétences utiles pour les procès.
Elle prend fin dès qu'un meurtre se produit. À partir de ce moment, un procès va avoir lieu au cours duquel le joueur va avoir un rôle actif pour faire progresser l'enquête et démasquer le coupable. Le jeu passe en mode enquête qui consiste à parcourir l'académie pour découvrir des indices et recueillir des témoignages qui sont stockés sous la forme de « balles de vérité » (Truth Bullets). Le procès de classe en lui-même est une succession de mini-jeux. Le principal, qui a donné son nom au jeu, est le non-stop debate. Ici, les personnages entrent dans un débat et avancent des arguments surlignés en jaune. Le joueur doit trouver le faux argument qui se cache dans le dialogue, et tirer dessus avec une balle de vérité pour le contredire. Ce système connaît des évolutions avec chaque nouveau jeu (tirer sur un argument pour le valider dans Danganronpa 2, ou la possibilité de parjurer dans Danganronpa v3). Les procès contiennent d'autres mini-jeux qui varient dans la série. Le joueur possède une barre de vie qui diminue s'il fait une erreur ou rate un mini-jeu. Quand elle se vide complètement, le joueur perd et doit reprendre un peu plus tôt dans le procès. Le procès est achevé après la découverte de l'identité du meurtrier, et de l'exécution de ce dernier par Monokuma.
Le jeu se découpe en un prologue, en 6 chapitres contenant chacun un procès, et en un épilogue.
Dans Danganronpa Another Episode: Ultra Despair Girls, le système de jeu est radicalement différent. Il s'agit d'un jeu d'aventure à la troisième personne où le personnage principal, Komaru Naegi, utilise un pistolet en forme de mégaphone qui peut tirer des balles de vérité ayant différents effets sur les ennemis. Le joueur peut également incarner Toko Fukawa dans sa forme de tueuse.

## Distribution
Le premier jeu, Danganronpa: Trigger Happy Havoc, sort en 2010 au Japon et en 2014 pour l'Europe, et est ensuite adapté en série d'animation de 13 épisodes. Un remake du premier jeu sur PlayStation Vita est édité par NIS America en Amérique du Nord le 11 février 2014, et en Europe et Australie le 14 février 2014.
Sa suite DanganRonpa 2: Goodbye Despair sort sur PlayStation Portable le 26 juillet 2012.
Une compilation des deux jeux, nommée Danganronpa 1・2 Reload, sort sur PlayStation Vita au Japon le 10 octobre 2013.
Un autre jeu, nommé Danganronpa Another Episode: Ultra Despair Girls, est édité sur PlayStation Vita en 2014.
Le dernier jeu  Danganronpa V3: Killing Harmony sort le 12 janvier 2017 au Japon, le 26 septembre 2017 en Amérique du Nord et le 29 septembre 2017 en Europe sur PlayStation Vita, Playstation 4 et Steam sur PC. C'est le premier opus de la série ayant eu droit à une traduction française.
Une compilation regroupant les trois jeux principaux de la série, Danganronpa: Trigger Happy Havoc, Danganronpa 2: Goodbye Despair et Danganronpa V3: Killing Harmony sort le 29 mars 2019 sur PS4 sous le nom de Danganronpa Trilogy,.

## Œuvres

### Jeux vidéo
- Danganronpa: Trigger Happy Havoc (2010) (PlayStation Portable, PlayStation Vita, iOS, Android, Microsoft Windows, Linux, PlayStation 4)
- Danganronpa 2: Goodbye Despair (2012) (PlayStation Portable, PlayStation Vita, Microsoft Windows, Linux, PlayStation 4)
- Danganronpa Another Episode: Ultra Despair Girls (2014) (PlayStation Vita, Microsoft Windows, PlayStation 4)
- Danganronpa V3: Killing Harmony (2017) (PlayStation 4, PlayStation Vita, Microsoft Windows)[14] Il est le seul opus de la série officiellement traduit en français.
- Danganronpa S: Ultimate Summer Camp (2021) (Nintendo Switch)[15]

#### Compilations
- Danganronpa 1 & 2 Reload (2017) (Playstation 4)[16]
- Danganronpa Trilogy (2019) (Playstation 4)[13]
- Danganronpa Decadence (2021) (Nintendo Switch)[15]

#### Autres
- Danganronpa: Monokuma Strikes Back (2012) (iOS, Android)[17]
- Danganronpa: Unlimited Battle (2015) (iOS, Android)[18]
- Cyber Danganronpa VR: The Class Trial (2016) (PlayStation VR)[19]

### Japananimation
- Danganronpa: The Animation (2013)
- Danganronpa 3: The End of Hope's Peak High School (2016)

Danganronpa 3: The End of Hope's Peak High School comprend Danganronpa 3 - Side: Future, Danganronpa 3 - Side: Despair et Danganronpa 3 - Side:Hope

#### OAV
- Super Danganronpa 2.5: Komaeda Nagito to Sekai no Hakaisha (2016)[21]

### Livres
- Danganronpa/Zero (ダンガンロンパ / ゼロ) écrit par Kazutaka Kodaka et illustré par Rui Komatsuzaki. Deux volumes publiés en 2011[22].
- Danganronpa IF écrit par Ryōgo Narita sorti en 2012 et inclus dans le jeu Danganronpa 2: Goodbye Despair
- Danganronpa Kirigiri (ダンガンロンパ霧切) écrit par Takekuni Kitayama et illustré par Komatsuzaki. Sept volumes publiés entre 2013 et 2020[23].
- Danganronpa: The Animation (ダンガンロンパ 希望の学園と絶望の高校生 The Animation) écrit par Takashi Tsukimi. Deux volumes publiés en 2013[24].
- Danganronpa 1･2 Beautiful Days (ダンガンロンパ 1･2 Beautiful Days). Un volume publié en 2014[25].
- Danganronpa Togami (ダンガンロンパ十神) écrit par Yuya Sato. Trois volumes publiés entre 2015 et 2017[26].